# Nickelback (fútbol americano)
En fútbol americano, un nickelback es un cornerback que sirve como un quinto (aparte de los típicos cuatro) defensive back en el equipo defensivo.  
Una defensiva base contiene a cuatro defensive backs, consistentes en dos cornerbacks, y dos  safeties. Agregando a un back extra son cinco jugadores defensivos, de ahí la expresión "nickel", que es el nombre de la moneda de 5 céntimos de dólar en los Estados Unidos y Canadá. 
Usualmente el nickelback toma el lugar de un linebacker, así que si el equipo estaba en una formación 4-3, habría cuatro linieros, sólo dos linebackers y cinco defensive backs creando una formación 4-2-5. Sin embargo, algunos equipos prefieren reemplazar a un liniero en vez de un linebacker, creando una formación alineación 3-3-5 (tres linieros, tres linebackers y cinco defensive backs). 
Si un equipo ofensivo siempre usa a tres o más wide receivers, un equipo defensivo puede cambiar a una defensiva nickel como su base en la mayor parte de las jugadas. Usualmente defensive backs extra, como un nickelback, entran en la defensiva en situaciones donde es probable que la ofensiva opositora intente un pase, como un 3º y largo, o cuando receptores extra entran en el equipo ofensivo. 
El nickelback es el tercer cornerback en el depth chart. El nickelback no es considerado como una posición titular, ya que la formación titular para una defensiva tiene sólo dos cornerbacks.  Formaciones defensivas con tres o más cornerbacks son usadas de forma tan regular que un nickelback logra jugar una cantidad de tiempo moderada (particularmente en la moderna, y muy orientada al juego aéreo NFL) así como siendo sustitutos de cornerbacks titulares.